# Блюдце

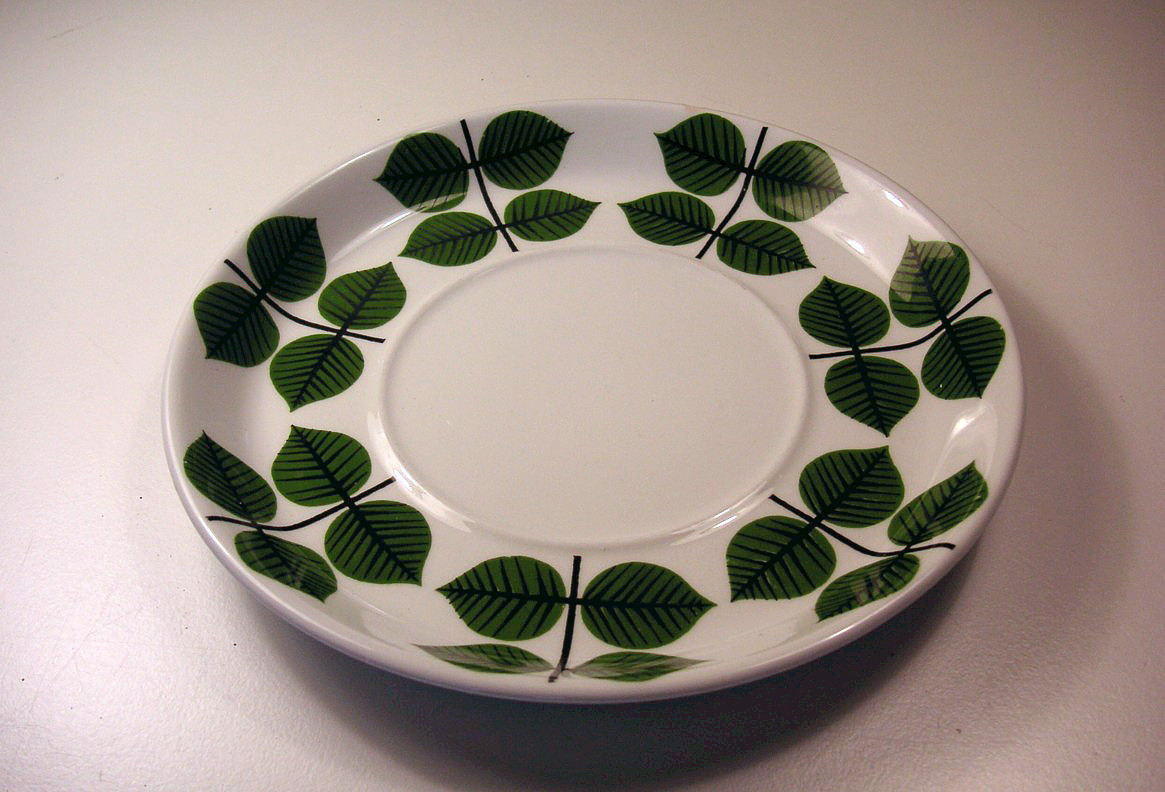

Блю́дце, блюдечко (зменшене від д.-рус. блюдо, блюдъ, блюдва < прасл. *bljudo, *bljudъ — «таріль») —  тарілочка з піднятими краями, на яку ставлять чашку або склянку. Блюдце використовують для того, щоб пролита з чашки рідина нікуди не проливалася, а залишалася на ньому. Так само з блюдець іноді п'ють гарячі напої, в основному чай, оскільки на них вони швидше охолоджуються. Крім того, блюдця можуть бути використані для подавання до столу тістечок або порційних шматків торта або пирога.

## Див. також

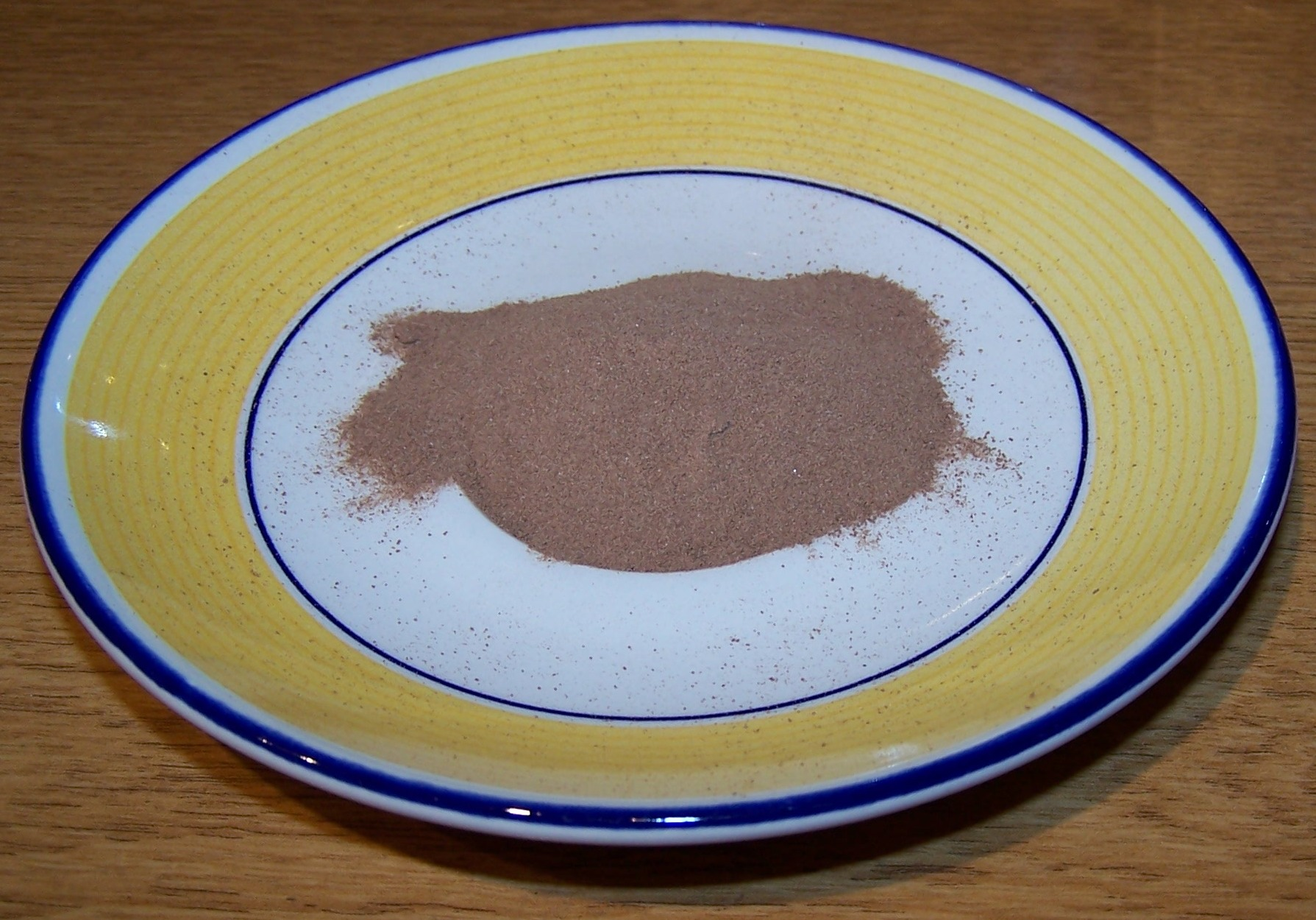
Блюдце звичайне
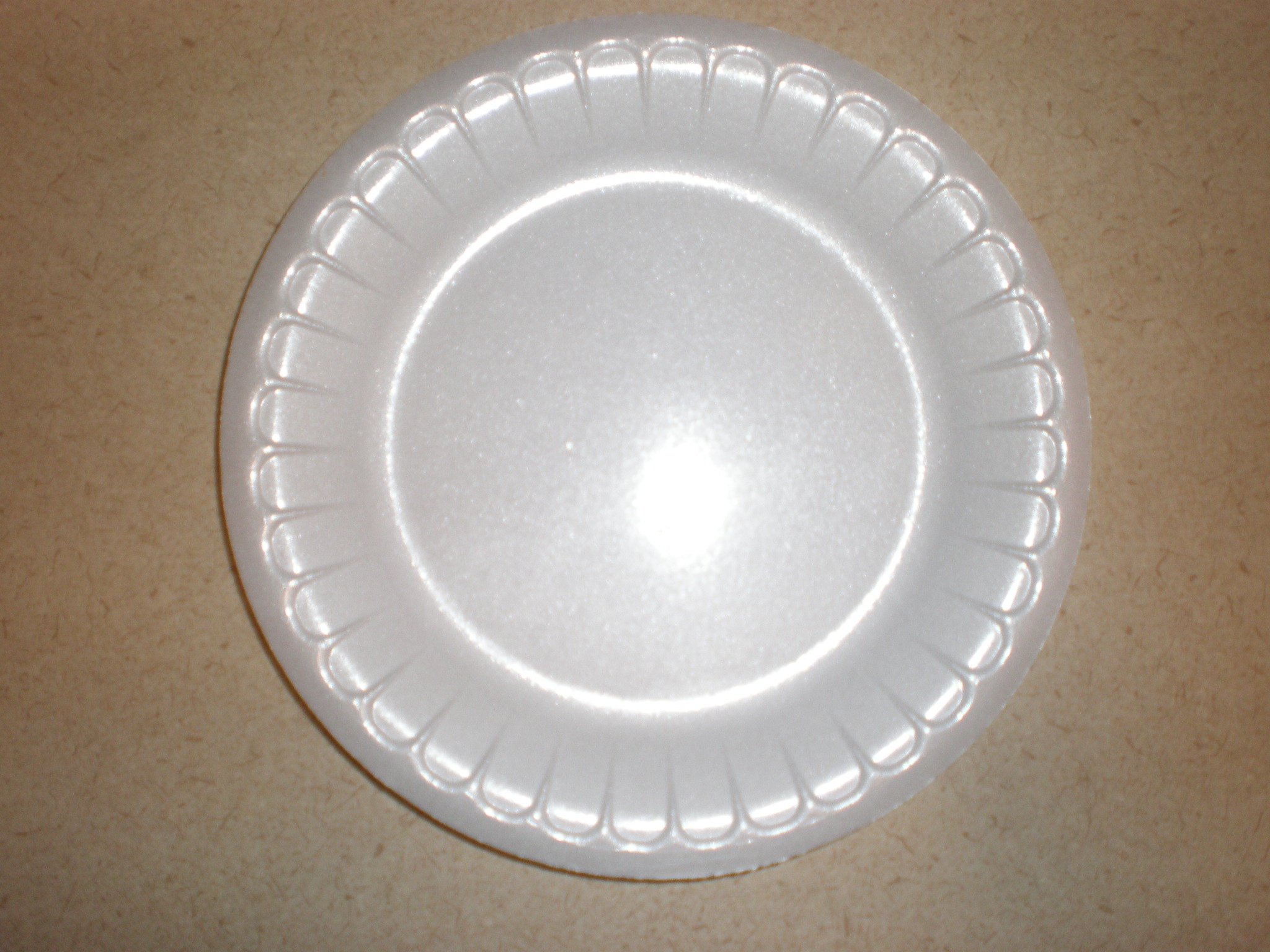
Пінополістирольне блюдце
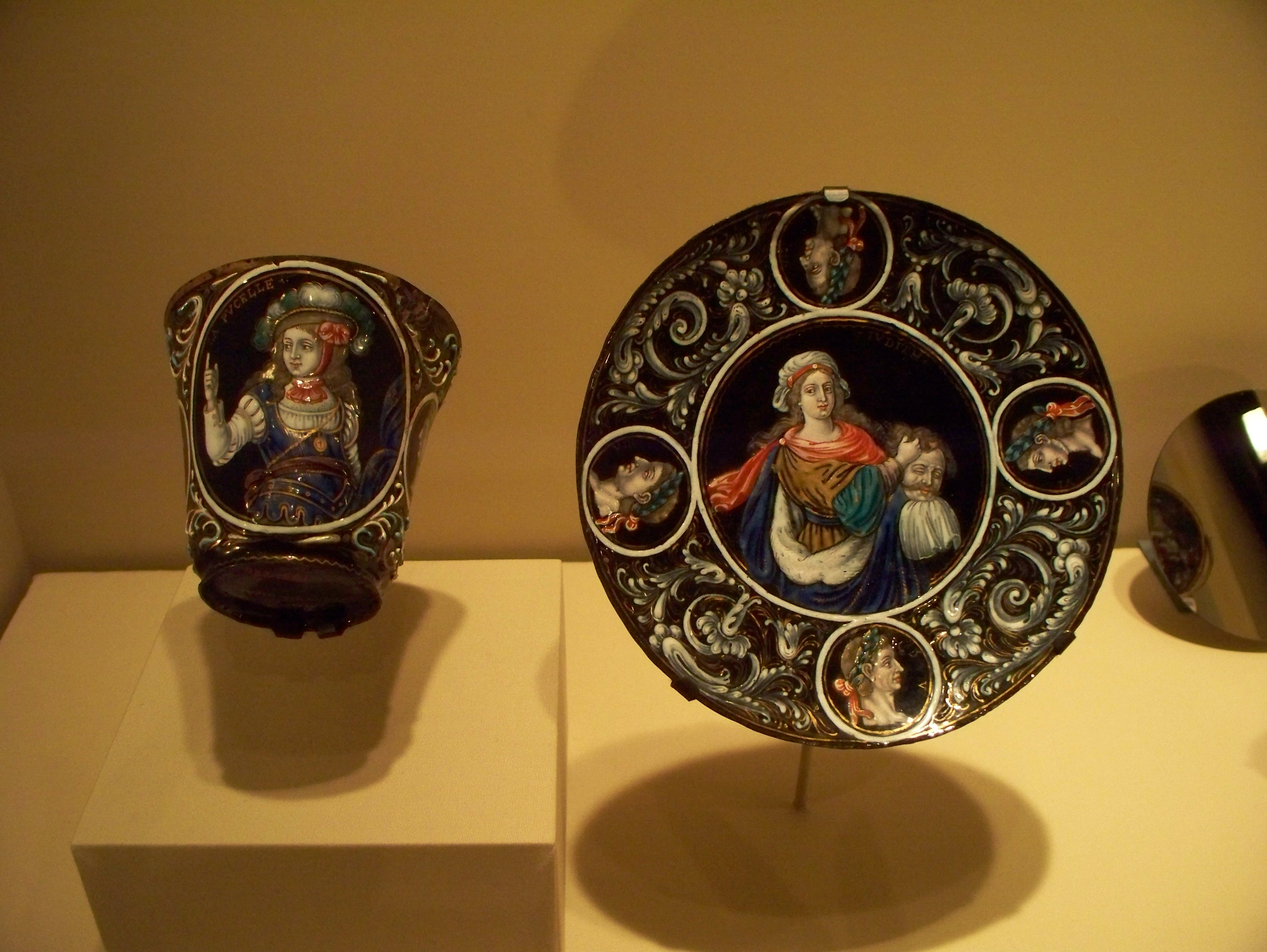
Античне блюдце